# Mahaban
Mahaban é uma cidade e uma nagar panchayat no distrito de Mathura, no estado indiano de Uttar Pradesh.

## Geografia
Mahaban está localizada a 27° 26′ N, 77° 45′ L. Tem uma altitude média de 176 metros (577 pés).

## Demografia
Segundo o censo de 2001, Mahaban tinha uma população de 8608 habitantes. Os indivíduos do sexo masculino constituem 54% da população e os do sexo feminino 46%. Mahaban tem uma taxa de literacia de 39%, inferior à média nacional de 59.5%: a literacia no sexo masculino é de 51% e no sexo feminino é de 25%. Em Mahaban, 20% da população está abaixo dos 6 anos de idade.